# Lotte Horne
Lotte Horne (født 3. juni 1943 i Horsens) er en dansk billedkunstner og skuespillerinde.

## Skuespillerkarriere
Hun blev uddannet fra Det kongelige Teaters Elevskole i 1966 og blev fastansat på teatret herefter i de følgende 14 år, en periode af hendes liv der bød på et alsidigt rollefag. Hun har også fået roller på andre teatre, herunder Gladsaxe Teater og Det Danske Teater. Blandt hendes roller er Elizabeth i Maria Stuart (Teatret ved Sorte Hest) og Tove Ditlevsen i 13 ansigter (Betty Nansen Teatret).
Gennem årene har hun også medvirket i både revyer, cabareter og varieteer. Hun har desuden i flere tilfælde virket som instruktør, bl.a. på Aalborg Teater og på Folketeatret. Horne har også undervist, og hun grundlagde sammen med sin mand, Finn Storgaard, Skuespillernes værksted i 1999.
I slutningen af 1960'erne havde hun en kort, men koncentreret filmkarriere.

## Billedkunstnerkarriere
Siden begyndelsen af 2000'erne har Lotte Horne koncentreret sig om at male billeder. Hun har udstillet i forskellige gallerier og haft flere separatudstillinger.

## Privatliv
Lotte Horne blev i 1968 gift med skuespilleren Finn Storgaard, som hun lærte at kende på teaterskolen.

## Filmografi
- Sorte Shara (1961)
- Der var engang (1966)
- Pigen og greven (1966)
- Jeg - en marki (1967)
- Smukke-Arne og Rosa (1967)
- Mennesker mødes og sød musik opstår i hjertet (1967)
- Mig og min lillebror (1967)
- Jeg elsker blåt (1968)
- Mig og min lillebror og storsmuglerne (1968)
- Midt i en jazztid (1969)
- Sjov i gaden (1969)
- Mig og min lillebror og Bølle (1969)
- Trekanter (1969)
- Den røde rubin (1970)

### Tv-produktioner
- Nattens frelse (1971)
- Seks roller søger en forfatter (1973)
- En by i provinsen (1977-1980, to afsnit)
- Anthonsen (1984, dobbeltafsnit)
- Domino (1991, et afsnit)